# Paul Sydow
Pauls Sydow  (1 de noviembre de 1851-26 de febrero de 1925) fue un botánico y destacado micólogo alemán.

## Biografía
Fue maestro en Berlín. Y se interesaba en todas las formas de criptógamas. Sus logros en el campo de la micología fueron variados. Junto con su hijo Hans Sydow, publicó una monografía sobre las setas, con más de 1000 páginas. Su extensa colección se quemó en 1943 en Berlín, aunque desde 1919 parte se halla en el Museo Sueco de Historia Natural, en Estocolmo.
Una subespecie de Bryum capillare recibió el sufijo "sydowii". Parte de su obra micológica la hace en colaboración con su hijo, Hans Sydow.

## Algunas publicaciones
- 1882. Die Lebermoose Deutschlands, Oesterreichs und Der Schweiz

### Libros
- 1887. Die Flechten Deutschlands : Anleitung zur Kenntnis und Bestimmung der deutschen Flechten. 331 pp. ISBN 978-3-642-92315-9 reeditó BoD, 2013, 410 pp. ISBN 3846030775, ISBN 9783846030776

- Sydow, P; H Sydow. 1904. Monographia Uredinearum seu specierum omnium ad hunc usque diem descriptio et adumbratio systematica: 1. The genus Puccinia (Monografía de Uredinales: todas las especies corrientemente conocidas, descriptas y sistemáticamente listadas) 4 vols., pp. 1-972.

- Lindau, Gustav; P Sydow. 1907. Thesaurus Litteraturae Mycologicae Et Lichenologicae, Ratione Habita Praecipue Omnium Quae Adhuc Scripta Sunt de Mycologia Applicata, Quem Congesserunt G. Lindau Et P. Sydow

- Sydow, H; P Sydow. 1909. Fungi du Bas- et Moyen Congo. É. de Wildemann, Études sur la flore du Bas- et Moyen Congo 3 (1)

- Sydow, P; H Sydow. 1910. Monographia Uredinearum seu specierum omnium ad hunc usque diem descriptio et adumbratio systematica: 2. The genus Uromyces. 396 pp.

- Sydow, P; H Sydow. 1915. Monographia Uredinearum seu specierum omnium ad hunc usque diem descriptio et adumbratio systematica: 3. 728 pp.

- Sydow, P; H Sydow. 1924. Monographia Uredinearum seu specierum omnium ad hunc usque diem descriptio et adumbratio systematica: 4. Uredineae Imperfecti (Peridermium, Aecidium, Monosporidium, Roestelia, Caeoma, Uredo, Mapea). 670 pp.

## Honores

### Eponimia
- Revista Sydowia[1][2]

Géneros de fungi
- Sydowia Bres., 1895
- Sydowiellina Bat. & I.H.Lima ex Bat., 1959 sin. Myriangiella Zimm., 1902 — también lleva el nombre de Hans Sydow